# Verbandsgemeinde Alsenz-Obermoschel
La comunità amministrativa di Alsenz-Obermoschel (Verbandsgemeinde Alsenz-Obermoschel) era una comunità amministrativa della Renania-Palatinato, in Germania.
Faceva parte del circondario del Donnersberg.
A partire dal 1º gennaio 2020 è stata unita alla comunità amministrativa di Rockenhausen per costituire la nuova comunità amministrativa Nordpfälzer Land.

## Suddivisione
Comprendeva 16 comuni:
1. Alsenz
2. Finkenbach-Gersweiler
3. Gaugrehweiler
4. Kalkofen
5. Mannweiler-Cölln
6. Münsterappel
7. Niederhausen an der Appel
8. Niedermoschel
9. Oberhausen an der Appel
10. Obermoschel (città)
11. Oberndorf
12. Schiersfeld
13. Sitters
14. Unkenbach
15. Waldgrehweiler
16. Winterborn

Il capoluogo era Alsenz.